# バービーロールモデルプログラム
バービーロールモデルプログラムは、バービー人形の発売元であるマテル社が2015年から行っている社会活動。未来に向かって自分らしく進んでおり、それに加えて今後の女性にインスピレーションを与え続けることができる女性を“ロールモデル”として敬意を表し、本人をモデルにした世界で一体しか存在しないバービーを贈呈し、子供から大人まで幅広い女性たちに「You Can Be Anything＝何にだってなれる」のメッセージを届けることを目的とする。「みんなで考えるSDGsの日」である3月17日に発表。

## 過去の受賞者
（特に断らない限り出典:）

### 2015年
- ゼンデイヤ
- エイヴァ・デュヴァーネイ
- エミー・ロッサム
- エヴァ・チェン（Eva Chen）
- クリスティン・チェノウェス
- Sydney “Mayhem” Keiser - 当時5歳のファッションデザイナー。Vogueに登場。J.クルーとコラボ。
- トリーシャ・イヤウッド[4]（Trisha Yearwood）

### 2016年
- アシュリー・グラハム
- ガブリエル・ダグラス[5]（Gabby Douglas）
- ミスティ・コープランド
- アビー・ワンバック

### 2017年
- イブティハージ・ムハンマド[6]（Ibtihaj Muhammad）

### 2018年
- Savannah GuthrieおよびHoda Kotb
- ローリー・ヘルナンデス[7]（Laurie Hernandez）
- パティ・ジェンキンス
- クロエ・キム
- ビンディ・アーウィン[8]（Bindi Irwin）
- ニコラ・アダムズ
- チャーラ・クバット（Çağla Kubat）
- エレーヌ・ダローズ（Hélène Darroze）
- 恵若琪
- Leyla Piedayesh
- ロレーナ・オチョア
- Martyna Wojciechowska
- サラ・ガマ（Sara Gama）
- 関暁彤
- ヤンヤン・タン
- ヴィッキー・マルティン・ベロニカル（Vicky Martín Berrocal）

### 2019年
- リラ（Lira）
- ヤラ・シャヒディ
- 大坂なおみ[9]
- ケルシー・バレリーニ（Kelsea Ballerini）
- アジョア・アボアー[6]（Adwoa Aboah）
- クリスティーナ・フォーゲル
- Eleni Antoniadou
- ロザンナ・マルツィアーレ（Rosanna Marziale）- イタリアのシェフ。MasterChef Italia第4シーズンに出場。
- アイタ・バットローズ（Ita Buttrose）
- ディーパ・カルマカール（Dipa Karmakar）
- ギュルセ・ビルセル（Gülse Birsel）
- テッサ・ヴァーチュ
- カーラ・ホィーロック（Karla Wheelock）
- Mariana Costa
- 黒柳徹子
- Chen Man
- メロディー・ロビンソン（Melodie Robinson）
- Iwona Blecharczyk
- Lyasan Utiasheva
- マヤ・ガベイラ
- Lisa Azuelos

### 2020年
（特に断らない限りこの節出典:）
- Chelsea Sim（沈淑珍） - 1995年12月14日生まれ、シンガポールのテコンドー選手
- Nurul Suhaila
- Martina Veloso
- 松田詩野[12]
- Sümeyye Boyacı
- Malaika Mihambo
- Amandine Henry
- Dina Asher-Smith
- オリガ・ハルラン
- Teresa Bonvalot

### 2021年
（この節特に断らない限り出典:）
- Sarah Gilbert - ワクチン開発のプロジェクトリーダー
- Amy O'Sullivan - ブルックリンのWycoff Hospitalで最初のCOVID-19患者の治療にあたった看護師
- Audrey Sue Cruz - フィリピン系の医師。アジア系医師らとともに人種差別や偏見と闘う
- Chika Stacy Oriuwa - 医師。医療における制度的人種差別に反対を訴える
- Jaqueline Goés de Jesus - COVID-19変異株のゲノム配列解析を主導
- Kirby Whitby - 洗濯して再利用できるガウンGowns for Doctorsの共同開発者

（以上はCOVID-19パンデミック中に社会に影響を与えた人物）
- Clara Amfo[14]
- Julie Bishop[15]

### 2022年
- ションダ・ライムズ
- 堀江愛利 - Women’s Startup Lab 設立者。10 Visionary Women (CNN)[16]
- Pat McGrath
- メリッサ・サリフォディーン（Melissa Sariffodeen）-  Canada Learning Code 設立者
- Adriana Azuara - All4Spas 設立者
- Doani Emanuela Bertain - Global Teacher Prize 2020ファイナリスト
- Jane Martin - Smiling Mind  設立者
- Lan Yu
- Butet Manurung
- Sonia Peronaci
- Tijen Onaran
- Lena Mahfouf

### 2023年
- スーザン・ウォジスキ
- Anne Wojcicki
- ジャネット・ウォシッキー（Janet Wojcicki）- UCSF教授（小児科学および疫学）
- Katya Echazarreta
- Maggie Aderin-Pocock
- Antje Boetius
- 李一諾

### 2024年
（この節、人名のカタカナ表記の出典:）
- ヴィオラ・デイヴィス
- シャナイア・トゥエイン
- ヘレン・ミレン
- カイリー・ミノーグ
- リラ・アビレス（Lila Avilés）
- マイラ・ゴメス（ブラジル。コンテンツ・クリエイター）
- 藤田ニコル
- エニッサ・アマニ（Enissa Amani）

### 2025年
（この節出典:）
- Jordan Chiles
- Jade Carey
- Hannah Waddingham
- ジュノー・テンプル
- イボンヌ・グーラゴング
- アシュリー・バーティ
- Paola Antonini（ブラジル。障害者支援活動家）
- Kelen Ferreira（同）